# Championnat de Belgique de football de deuxième division 1951-1952
Navigation
saison précédente saison suivante
Le Championnat de Belgique de football de deuxième division 1951-1952 est la 35e édition du championnat de deuxième niveau national du football en Belgique. À l'époque, la dénomination francophone exacte de cette division est « Division 1 ». Cette saison 1951-1952 est la dernière pour laquelle la compétition porte ce nom et se déroule en deux séries de 16 clubs, dont les champions sont promus en Division d'Honneur (qui prend le nom de Division 1 à partir de la saison suivante).
Cette saison est la dernière lors de laquelle les séries nationales belges sont réparties sur trois niveaux. Une grande réforme intervient, avec une nouvelle répartition des séries, de nouvelles dénominations et la création d'un 4e niveau national.
En raison de l'application de cette grande réforme, aucun club n'est promu du 3e au 2e niveau, mais 14 clubs font le trajet inverse. 4 clubs sont relégués directement vers le 4e niveau.

## Grande réforme
Pour la première fois depuis la création du 3e niveau national en 1926 puis la réorganisation des séries qui a lieu cinq ans plus tard, l'URBSFA met en œuvre de grands changements qui entrent en application dès la saison suivante.
- Réorganisation de la hiérarchie avec la création d'un 4e niveau national:
  - L'élite nationale ne change pas de forme et reste en une série de 16 clubs;
  - Le 2e niveau national est ramené de 32 à 16 clubs groupés en une seule série;
  - Le 3e niveau national est réduit de 64 à 32 clubs répartis en deux séries de 16 clubs;
  - Le 4e niveau national instauré compte 64 clubs répartis en 4 séries de 16 clubs.

- Changements des appellations des différents niveaux de compétition:
  - La Division d'Honneur devient la Division 1;
  - La Division 1 devient la Division 2;
  - La Promotion devient la Division 3;
  - Le quatrième niveau national instauré hérite du nom de « Promotion ».
    - Le 5e niveau de la hiérarchie du football belge reçoit le nom de Première provinciale ou (en abrégé « P1 »). Il en a une par province belge donc 9 séries de 16 clubs [note 1]. Sous cette « P1 » viennent hiérarchiquement la « P2 » puis la « P3 » et la « P4 ». Ces deux derniers étages sont parfois créés plus tard, selon les provinces et en fonction de l'augmentation du nombre de clubs.

Cette répartition hiérarchique va rester d'application pendant 64 ans, à savoir jusqu'au terme de la saison 2015-2016. À ce moment, un 5e niveau national est instauré. Durant les 64 années évoquées, les différentes divisions connaissent certaines évolutions quant au nombre de participants et/ou à la procédure de compétition (mise en place de tours finaux), mais la structure « D1-D2-D3-Promotion » reste inamovible, même lors de la création d'une Ligue professionnelle de football « officielle », en 1974.

## Procédures appliquées pour la réforme
À partir de la saison suivante, la nouvelle Division 2 se compose de 16 équipes regroupées en un seules séries. 
Ces clubs sont sélëctionnés comme suit:
- 2 clubs relégués de Division d'Honneur 1951-1952.
- 14 clubs de Division 1 1951-1952 (7 par série)

À partir de la saison suivante, la nouvelle Division 3 se compose de 32 équipes. Ces clubs sont sélëctionnés comme suit: 
- 14 clubs relégués de Division 1 1951-1952 (7 par série);
- 16 clubs, classés de la 6e à la 15e place de chacune des quatre séries de Promotion 1951-1952;
- 2 clubs vainqueurs d'un barrage entre les quatre 5e classés de Promotion 1951-1952.

### Particularités
- Il n'y a aucun montant du 3e au 2e niveau.
- Le dernier classé de chacune des deux séries de Division 1 1951-1952 sont relégués directement Promotion 1952-1953. Donc 2 clubs reculent de deux niveaux !
- Le dernier classé de chacune des quatre séries de Promotion 1951-1952 sont relégués directement vers la série de Première provinciale de sa Province d'origine. Donc 4 clubs reculent de deux niveaux !

## Changements d'appellation - Société Royale
Durant l'intersaison, plusieurs clubs adaptent leur appellation après avoir été officiellement reconnus « Société Royale ». 
Parmi ces changements de dénomination, figure celui du Royal Courtrai Sports (matricule 19) qui adopte une appellation officielle en néerlandais et devient le Koninklijke Kortrijk Sports (matricule 19).

## Clubs participants 1951-1952
Trente-deux clubs prennent part à cette édition, soit le même nombre que lors de la saison précédente. 
Les matricules renseignés en gras existent encore lors de la saison « 2021-2022 ».

### Série A
| #  | Nom                                            | Mat. | Ville      | Stades            | En D2 depuis  | Total en D2 | S. précédente   |
| -- | ---------------------------------------------- | ---- | ---------- | ----------------- | ------------- | ----------- | --------------- |
| 1  | Royal Football Club Brugeois                   | 3    | Bruges     | De Klokke         | 1951-52 (1re) | 10 s        | Div. d'Hon. 16e |
| 2  | Royal Cercle Sportif Brugeois                  | 12   | Bruges     | E. De Smedt       | 1946-47 (6e)  | 8 s         | 11e Série B     |
| 3  | Royal Uccle Sport                              | 15   | Uccle      | Ch. de Neerstalle | 1948-49 (4e)  | 30 s        | 3e Série A      |
| 4  | Koninklijke Kortrijk Sports                    | 19   | Courtrai   | Guldensporen      | 1943-44 (8e)  | 17 s        | 2e Série B      |
| 5  | Royal Albert Elisabeth Club Mons               | 44   | Mons       | Ch. Tondreau      | 1949-50 (3e)  | 7 s         | 9e Série B      |
| 6  | Royal Football Club Renaisien                  | 46   | Renaix     | Parc Lagache      | 1931-32 (18e) | 18 s        | 7e Série B      |
| 7  | Royal White Star Athletic Club                 | 47   | Wol.-St-L. | rue Kelle         | 1947-48 (5e)  | 15 s        | 2e Série A      |
| 8  | Athletische Sportvereniging Oostende K.M.      | 53   | Ostende    | Albertpark        | 1949-50 (3e)  | 19 s        | 5e Série B      |
| 9  | Koninklijke Athletische Vereniging Dendermonde | 57   | Termonde   | De Bakkerstr.     | 1950-51 (2e)  | 5 s         | 13e Série B     |
| 10 | Koninklijke Boom Football Club                 | 58   | Boom       | Velodromestr.     | 1949-50 (3e)  | 17 s        | 14e Série B     |
| 11 | Koninklijke Football Club Vigor Hamme          | 211  | Hamme      | Gemeentelijk      | 1942-43 (9e)  | 9 s         | 12e Série B     |
| 12 | Union Sportive de Centre                       | 213  | Haine-S-P  | ??                | 1948-49 (4e)  | 12 s        | 10e Série B     |
| 13 | Koninklijke Sint-Niklaasse Sportkring          | 221  | St-Nicolas | Puyenbeke         | 1947-48 (5e)  | 7 s         | 3e Série B      |
| 14 | Football Club Izegem                           | 935  | Izegem     | Stedelijk         | 1950-51 (2e)  | 2 s         | 8e Série B      |
| 15 | Royal Racing Club de Gand                      | 11   | Gand       | E. Hiel           | 1951-52 (1re) | 8 s         | 1re Promotion B |
| 16 | Rupel Sportkring                               | 2138 | Boom       | Kruiskenkei       | 1951-52 (1re) | 1 s         | 1re Promotion D |

### Localisations Série A
| \| AS Oostende CS Brugeois FC Brugeois Courtrai Izegem RC Gand Hamme St-Nicolas Termonde Boom Rupel SK FC Renaix White Star Uccle Sp. Mons Centre \| Localisation des clubs engagés en Division 1A 1951-1952 |
| AS Oostende CS Brugeois FC Brugeois Courtrai Izegem RC Gand Hamme St-Nicolas Termonde Boom Rupel SK FC Renaix White Star Uccle Sp. Mons Centre                                                               |

### Série B
| #  | Nom                                              | Mat. | Ville       | Stades       | En D2 depuis   | Total en D2 | S. précédente   |
| -- | ------------------------------------------------ | ---- | ----------- | ------------ | -------------- | ----------- | --------------- |
| 1  | Koninklijke Beringen Football Club               | 522  | Beringen    | Mijnstadion  | 1951-52 (1re)  | 6 s         | Div. d'Hon. 15e |
| 2  | Royal Club sportif Verviétois                    | 8    | Verviers    | du Panorama  | 1948-49 (4e)   | 17 s        | 13e Série A     |
| 3  | Royal Football Club Sérésien                     | 17   | Seraing     | du Pairay    | 1931-32 (18e)  | 20 s        | 14e Série A     |
| 4  | Royal Stade Louvaniste                           | 18'  | Louvain     | Leuvense Sp. | 1950-51 (2e)   | 27 s        | 10e Série A     |
| 5  | Royal Football Club Bressoux                     | 23   | Bressoux    | ??           | 1947-1948 (5e) | 15 s        | 11e Série A     |
| 6  | Koninklijke Lierse Sportkring                    | 30   | Lierre      | Het Lisp     | 1948-49 (4e)   | 10 s        | 4e Série B      |
| 7  | Koninklijke Lyra                                 | 52   | Lierre      | Lyrastadion  | 1950-51 (2e)   | 20 s        | 6e Série B      |
| 8  | Koninklike Tongerse Sportvereniging Cercle       | 54   | Tongres     | ??           | 1942-43 (9e)   | 12 s        | 4e Série A      |
| 9  | Association Sportive Herstalienne Société Royale | 82   | Herstal     | Pré Wigy     | 1949-50 (3e)   | 10 s        | 9e Série A      |
| 10 | Koninklijke Football Club Herentals              | 97   | Herentals   | St-Janneke   | 1941-42 (10e)  | 10 s        | 6e Série A      |
| 11 | Royal Racing Club Tirlemont                      | 132  | Tirlemont   | Bergé        | 1938-39 (11e)  | 17 s        | 5e Série A      |
| 12 | Football Club Turnhout                           | 148  | Turnhout    | Villapark    | 1937-38 (12e)  | 22 s        | 7e Série A      |
| 13 | Koninklijke Sint-Truidense Voetbalvereniging     | 373  | Saint-Trond | Stayenveld   | 1948-49 (4e)   | 4 s         | 8e Série A      |
| 14 | Football Club Helzold                            | 1488 | Helzold     | ??           | 1950-51 (2e)   | 2 s         | 12e Série A     |
| 15 | Koninklijke Daring Club Leuven                   | 223  | Kessel-Lo   | K. Boudewijn | 1951-52 (1re)  | 1 s         | 1er Promotion A |
| 16 | Koninkjlijke Waterschei Sportvereniging THOR     | 553  | Waterschei  | A. Dumont    | 1951-52 (1re)  | 9 s         | 1er Promotion C |

- Waterschei, THOR = Tot Herstel Onze Rechten, jusqu'à rétablissement de nos Droits

### Localisations Série B
| \| Liège · R. FC Sérésien · R. FC Bressoux · + · AS Herstalienne FC Turnhout FC Herentals Lierse Lyra St. Louvain DC Louvain Tirlemont Waterschei Beringen Helzold St-Trond Tongres Liège Verviers \| Localisation des clubs engagés en Division 1B 1951-1952 |
| Liège · R. FC Sérésien · R. FC Bressoux · + · AS Herstalienne FC Turnhout FC Herentals Lierse Lyra St. Louvain DC Louvain Tirlemont Waterschei Beringen Helzold St-Trond Tongres Liège Verviers                                                               |

## Classements
- Le nom des clubs est celui employé à l'époque

Légende
- Champion et promu en Division d'Honneur la saison suivante
- clubs relégués en Division 3 la saison suivante
- clubs relégués en Promotion la saison suivante

Abréviations
 : Relégué de Division d'Honneur

 : Promus de Promotion (D3)

### Division 1A
| Rang | Équipe               | Pts | J  | G  | N | P  | Bp | Bc | Diff |
| ---- | -------------------- | --- | -- | -- | - | -- | -- | -- | ---- |
| 1    | R. RC de GAND        | 44  | 30 | 18 | 8 | 4  | 45 | 16 | +29  |
| 2    | R. FC Brugeois       | 42  | 30 | 19 | 4 | 7  | 69 | 34 | +35  |
| 3    | AS Oostende KM       | 39  | 30 | 17 | 5 | 8  | 61 | 42 | +19  |
| 4    | R. FC Renaisien      | 38  | 30 | 16 | 6 | 8  | 60 | 45 | +15  |
| 5    | K. Boom FC           | 36  | 30 | 15 | 6 | 9  | 54 | 41 | +13  |
| 6    | K. Sint-Niklaasse SK | 35  | 30 | 15 | 5 | 10 | 56 | 47 | +9   |
| 7    | R. White Star AC     | 34  | 30 | 14 | 6 | 10 | 72 | 45 | +27  |
| 8    | K. Kortrijk Sport    | 33  | 30 | 13 | 7 | 10 | 52 | 50 | +2   |
| 9    | R. Uccle Sport       | 31  | 30 | 14 | 3 | 13 | 53 | 54 | -1   |
| 10   | K. FC Vigor Hamme    | 26  | 30 | 10 | 6 | 14 | 54 | 58 | -4   |
| 11   | R. AEC Mons          | 25  | 30 | 9  | 7 | 14 | 51 | 69 | -18  |
| 12   | K. AV Dendermonde    | 25  | 30 | 9  | 7 | 14 | 43 | 65 | -22  |
| 13   | FC Izegem            | 21  | 30 | 7  | 7 | 16 | 51 | 71 | -20  |
| 14   | Rupel SK             | 21  | 30 | 7  | 7 | 16 | 29 | 48 | -19  |
| 15   | R. CS Brugeois       | 18  | 30 | 7  | 4 | 19 | 38 | 67 | -29  |
| 16   | US du Centre         | 12  | 30 | 3  | 6 | 21 | 30 | 66 | -36  |

### Division 1B
| Rang | Équipe                | Pts | J  | G  | N | P  | Bp | Bc | Diff |
| ---- | --------------------- | --- | -- | -- | - | -- | -- | -- | ---- |
| 1    | K. BERINGEN FC        | 44  | 30 | 19 | 6 | 5  | 79 | 30 | +49  |
| 2    | R. RC Tirlemont       | 38  | 30 | 16 | 6 | 8  | 60 | 42 | +18  |
| 3    | K. Lyra               | 36  | 30 | 14 | 8 | 8  | 63 | 44 | +19  |
| 4    | K. Waterschei SV THOR | 36  | 30 | 15 | 6 | 9  | 72 | 50 | +22  |
| 5    | K. Lierse SK          | 34  | 30 | 14 | 6 | 10 | 67 | 46 | +21  |
| 6    | R. Stade Louvaniste   | 34  | 30 | 14 | 6 | 10 | 72 | 52 | +20  |
| 7    | R. CS Verviétois      | 33  | 30 | 14 | 5 | 11 | 56 | 48 | +8   |
| 8    | K. Sint-Truidense VV  | 30  | 30 | 11 | 8 | 11 | 58 | 56 | +2   |
| 9    | FC Turnhout           | 29  | 30 | 12 | 5 | 13 | 65 | 69 | -4   |
| 10   | K. FC Herentals       | 29  | 30 | 13 | 3 | 14 | 52 | 50 | +2   |
| 11   | FC Helzold            | 26  | 30 | 10 | 6 | 14 | 48 | 58 | -10  |
| 12   | AS Herstalienne SR    | 25  | 30 | 9  | 7 | 14 | 39 | 43 | -4   |
| 13   | K. Tongerse SV Cercle | 24  | 30 | 9  | 6 | 15 | 31 | 80 | -49  |
| 14   | R. FC Sérésien        | 23  | 30 | 10 | 3 | 17 | 42 | 79 | -37  |
| 15   | K. Daring Club Leuven | 22  | 30 | 7  | 8 | 15 | 41 | 52 | -11  |
| 16   | R. FC Bressoux        | 17  | 30 | 6  | 5 | 19 | 49 | 95 | -46  |

### Meilleurs buteurs
- Série A :  Daniel van Pottelberghe (R. FC Brugeois), 29 buts
- Série B :  Michel Bensch (K. Beringen FC), 20 buts

## Récapitulatif de la saison
- Champions : 
  - Série A : R. RC de Gand (3e titre de D2)
  - Série B : K. Beringen FC (2e titre de D2)

- Septième titre de D2 pour la Province de Flandre orientale
- Deuxième titre de D2 pour la Province de Limbourg

| Région flamande (21)            | Région flamande (21) | Province de Brabant (5)      | Province de Brabant (5) | Région wallonne (6)    | Région wallonne (6) |
| ------------------------------- | -------------------- | ---------------------------- | ----------------------- | ---------------------- | ------------------- |
| Province d'Anvers               | 6                    | Région de Bruxelles-Capitale | 2                       | Province de Hainaut    | 2                   |
| Province de Flandre-Occidentale | 5                    | Province du Brabant flamand  | 3                       | Province de Liège      | 4                   |
| Province de Flandre-Orientale   | 5                    | Province du Brabant wallon   | 0                       | Province de Luxembourg | 0                   |
| Province de Limbourg            | 5                    |                              |                         | Province de Namur      | 0                   |

1. ↑  Au niveau footballistique, la province de Brabant est toujours unitaire malgré sa partition territoriale en 1995.

### Admission et relégation
Le Racing de Gand et Beringen montent en Division d'Honneur, où ils remplacent le Racing CB et l'US Tournaisienne.
Quatorze équipes descendent en Division 3.
Le dernier de chaque série est relégué vers la nouvelle Promotion.
Aucun club ne monte depuis le 3e niveau.

### Débuts au deuxième niveau national
Deux clubs font leurs débuts au 2e niveau national du football belge. Ils sont les 96e et 97e clubs différents à atteindre ce niveau.
- SK Rupel est le 24e club anvers en D2 belge.
- K. Daring Club Leuven est le 17e club brabançon en D2 belge.

## Réforme: la fin du époque
La réforme appliquée par l'URBSFA marque la fin d'une époque. Le remodelage de la hiérarchie ne se fait pas sans mal pour plusieurs clubs.
Au bout de 20 ans et sans mauvais jeu de mots, c'est une « division par 2 » qui se produit. la réduction du 2e niveau national de 2 à 1 seule série, et en même temps la réduction de son approvisionnement de 4 à 2 séries complique très sérieusement l'accès à ce deuxième échelon hiérarchique.
Plusieurs clubs considérés comme "piliers de la D2" vont rentrer dans le rang. Certains vont même progressivement disparaître des séries nationales, d'autres vont devoir contenter du statut de « bon club de D3 ».
Petit à petit, une nouvelle hiérarchie se met en place.

## Question royale et…reconnaissance des associations
Cette saison voit se terminer l'importante crise constitutionnelle qui secoue la Belgique depuis 1948 et connaît des ramifications sociales importantes. Un climat insurrectionnel prévaut dans certaines régions du pays. On déplore des morts et de nombreux blessés lors de manifestations. Des attentats à la bombe sont perpétrés ! Le nœud du problème est le retour au pays ou non de Sa Majesté le Roi Léopold III dont plusieurs décisions et prises de position durant la Seconde Guerre mondiale sont sujettes à de nombreuses critiques. La crise de la Question royale ne s'estompte pas avec la consultation populaire organisée par le gouvernement. Finalement, le 11 août 1950, Baudouin, fils aîné de Léopold III est institué « Prince Royal » (il n'a pas encore 21 ans et ne peut donc régner). Il monte sur le trône et devient Baudouin Ier, Roi des Belges, le 17 juillet 1951.
En parallèle à la fin de cette crise, de nombreuses associations (dont beaucoup de clubs de football) se voient officiellement reconnues "Société Royale". Un titre qui n'a pas pu être attribué « à temps » d'abord avec la période difficile du conflit mondial, puis, en raison de la crise évoquée ci-dessus.